# 金陵科技学院龙蟠学院
金陵科技学院龙蟠学院，是金陵科技学院举办的民办普通全日制本科公有民办二级学院，地处江宁大学城。

## 历史
- 1999年，批准成立，为公有民办二级学院；
- 2014年起停止招生。